# SS Russia (1867)
O SS Russia foi um navio da Cunard Line construído pelo estaleiro J & G Thomson em Glasgow. Ele foi lançado em 20 de março de 1867 e fez sua viagem inaugural em junho do mesmo ano. O escritor Charles Dickens voltou para a Inglaterra a bordo do Russia após sua segunda turnê nos Estados Unidos, na qual fez elogios ao navio.
Ele foi vendido para a Red Star Line em 1880, que o renomeou para Waesland. A Red Star substituiu seu motor por um mecanismo composto, que foi substituído por sua vez em 1889 com um motor de expansão tripla. Em 1895, o navio foi comprado pela American Line para uso em seus serviços na Filadélfia. Em 1902, ele colidiu com o Harmonides ao largo da costa de Anglesey e afundou com a perda de duas vidas.
Durante muitos anos, um quadro do Russia ficou pendurado nos escritórios de Londres da Cunard.